# Portulaca bulbifera
Portulaca bulbifera är en portlakväxtart som beskrevs av M. Gilbert. Portulaca bulbifera ingår i släktet portlaker, och familjen portlakväxter. Inga underarter finns listade i Catalogue of Life.